# Scotler
Scotler este o companie de IT din România prezentă pe piața din 2005. Scotler face parte dintr-un grup internațional specializat în noile tehnologii ale informației. Sediul central se află in Franța, dar este prezent și în Belgia, Canada și România. 
Domeniile de activitate în care Scotler activează sunt: Corporate Performance Management (CPM), Business Process Management (BPM), Dezvoltarea de aplicatii specifice, Entreprise Ressources Planning (ERP).
Cifra de afaceri :
- 2006 : 1.9 mil. Euro
- 2007 : 2.8 mil. Euro
- 2008 : 3.4 mil. euro